# Evansolidia
Evansolidia  (лат.) — род прыгающих насекомых из семейства цикадок (Cicadellidae). Южная Америка. Длина 6-8 мм (самки крупнее). Скутеллюм крупный, его длина больше длины пронотума. Голова крупная, отчётливо уже пронотума; лоб узкий. Глаза относительно крупные; глаза полушаровидные; оцеллии мелкие. Клипеус длинный и узкий. Эдеагус длинный и широкий. Сходны по габитусу с Spinolidia, отличаясь деталями строения гениталий. Род включают в состав подсемейства Coelidiinae. назван в честь австралийского энтомолога Джона Эванса (Dr. John Evans, бывшего директора Australian Muséum, Сидней), за его значительный вклад в изучение фауны цикадок (Cicadellidae) Австралии и Новой Зеландии.
- Evansolidia bifurcata Nielson, 1988
- Evansolidia bispinosa Nielson, 1982
- Evansolidia digitula Nielson, 1988
- Evansolidia evansi  Nielson, 1982 — Гайана, Французская Гвиана typus
- Evansolidia fistuca  Nielson, 1996
- Evansolidia liber Walker, 1858
- Evansolidia massa Nielson, 1988